# آرشي بيرد
آرشي بيرد (بالإنجليزية: Archie Baird)‏ (8 مايو 1919 في المملكة المتحدة - 3 نوفمبر 2009 في المملكة المتحدة) هو لاعب كرة قدم بريطاني في مركز مهاجم داخلي. شارك مع منتخب اسكتلندا لكرة القدم. أما مع النوادي، فقد لعب مع سانت جونستون ونادي أبردين.

## وصلات خارجية
- آرشي بيرد على موقع الاتحاد الإسكتلندي (الإنجليزية)
- آرشي بيرد على موقع قاعدة بيانات كرة القدم.إي يو (الإنجليزية)
- آرشي بيرد على موقع عالم كرة القدم.نت (الإنجليزية)